# وصلة تناكب

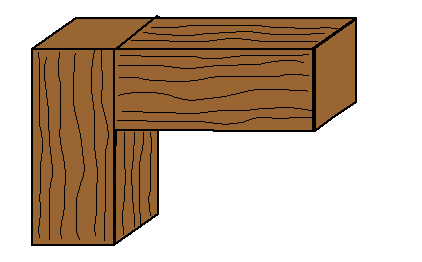
وصلة تناكب

وُصلة تناكب أو مفصل تناكب هو تقنية تُربط فيها قطعتين من المواد عن طريق وضع طرفيهما معًا دون أي تشكيل خاص. وصلة التناكب هو أبسط أنواع المفصل لأنه ينطوي فقط على قطع المادة إلى الطول المناسب وتثبيتها معًا. وهو أيضًا الأضعف لأنه لا يستخدم شكل من أشكال التعزيز فإنه يعتمد على الغراء أو اللحام وحده لتثبيته معًا.

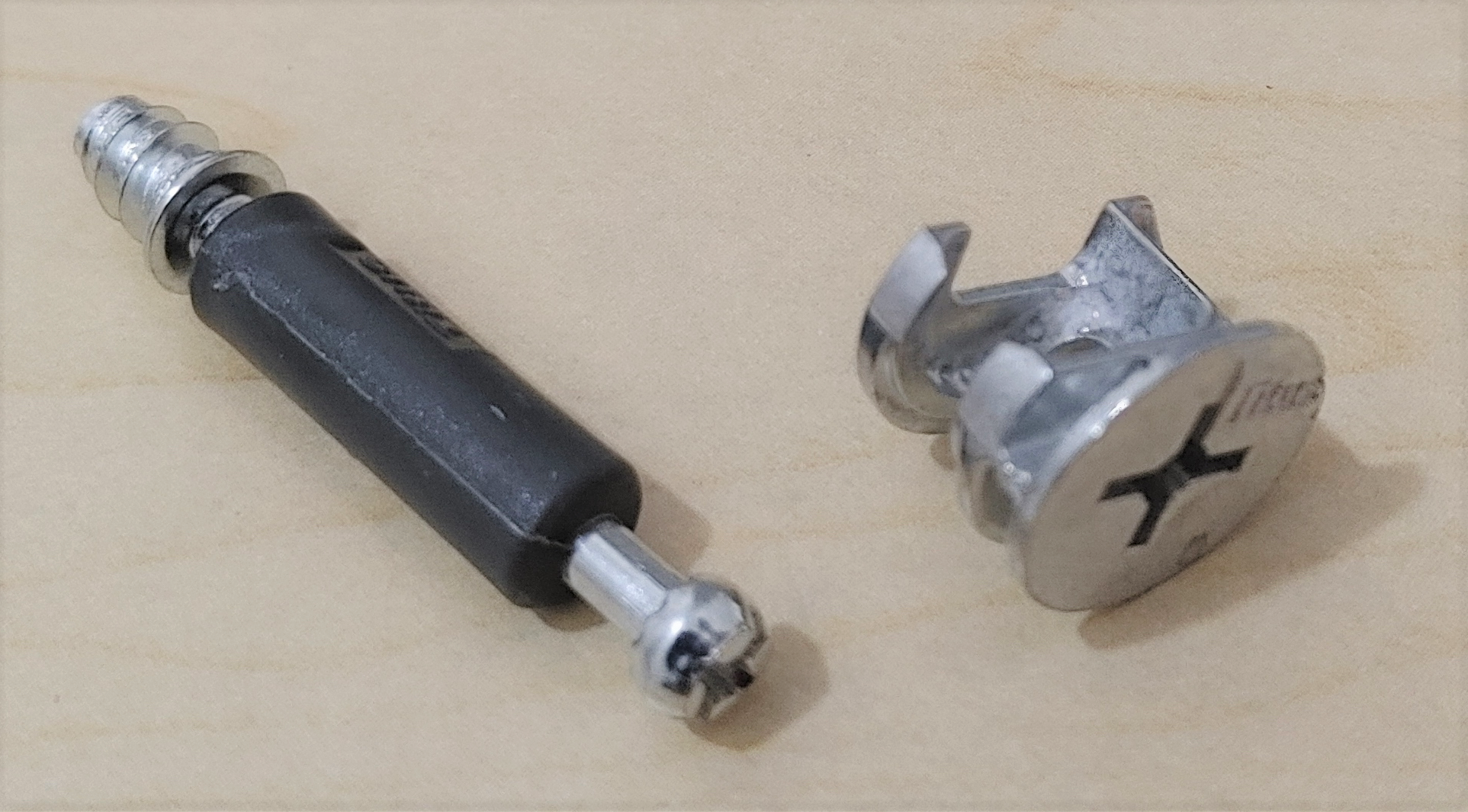

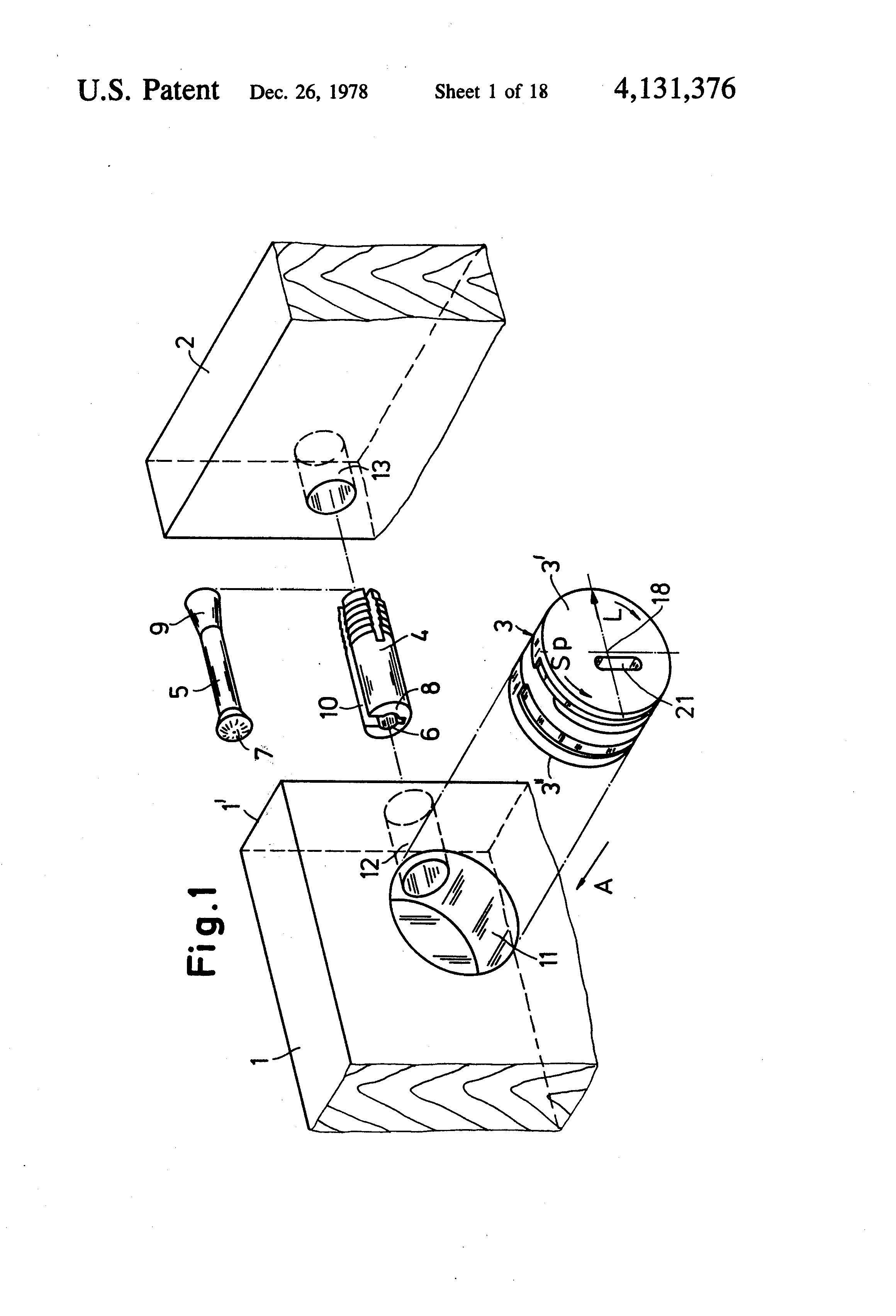